# ドイツ領トーゴラント

トーゴラント保護領

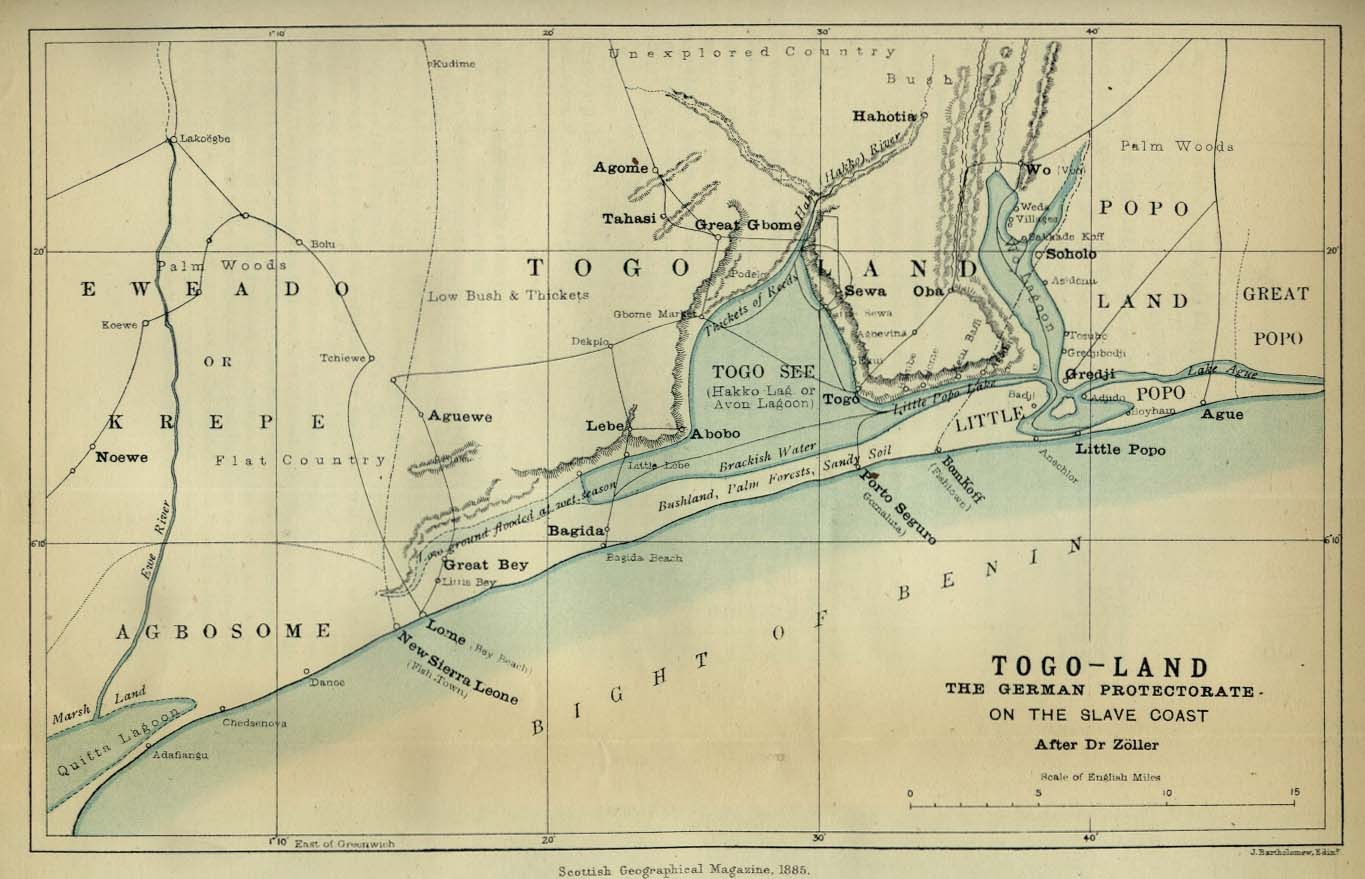
1885年のトーゴラント

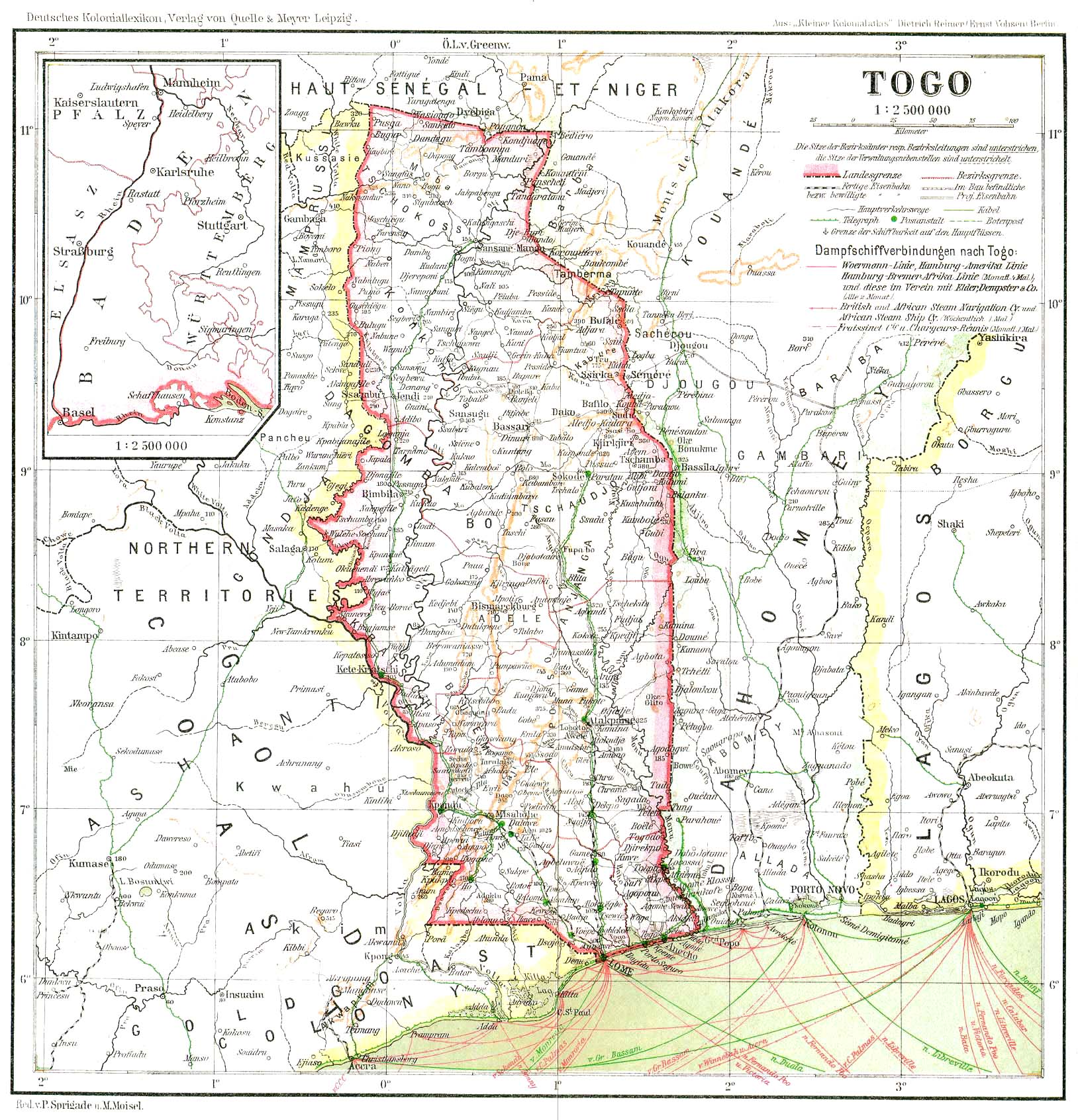
1915年の地図

Schutzgebiet Togo (ドイツ語)

緑：ドイツ領トーゴラント
灰：その他のドイツ植民地
黒：ドイツ帝国

ドイツ領トーゴラント（ドイツ語: Schutzgebiet Togo）は、1884年から1916年にかけて、西アフリカに存在したドイツ帝国の植民地である。現在のトーゴに加え、ガーナのヴォルタ州の大部分を支配し、面積は7万7355km²であった。

## 歴史

### ドイツの侵略
1884年、アフリカ分割の末期にドイツ帝国が侵略した。2月、ドイツ軍がアネホ町の首長を誘拐し、保護条約締結を強制した。ロメ地方ではドイツ保護領カメルーンと同様にグスタフ・ナハティガルが侵略を主導した。7月5日、ナハティガルは現地のムラパ3世と保護条約を結び、ベニン湾の奴隷海岸に領土を獲得した。
1888年、行政府は25人のハウサ人から成る歩兵隊(Polizeitruppe)を組織し、内陸部の侵略に用いた。
1890年、ドイツ人役人の人口は12人だった。
社会基盤はアフリカの最高水準に達した。内陸の山脈に向かって道路や橋が建設された。
1894年、Polizeitruppeは144人に拡大し、クパンドゥ等の「トーゴ中央の抵抗都市」は完全に破壊された。住民の財産は没収され、200～1110金マルク/人の罰金が科された。
1895年、首都ロメの人口はドイツ人31人と先住民2084人だった。
1899年、ドイツはイギリス帝国からトーゴ中立地域(イェンディとヴォルタ・トライアングルを獲得し、ドイツ領サモアと北ソロモン諸島、トンガを割譲した。
行政府はカカオや珈琲、綿の栽培を導入した。
1901年、アメリカ合衆国のタスキーギ研究所から、ジェームズ・キャロウェイをリーダーに4人の綿花栽培指導者が派遣され、現地人を指導した。
1905年、ロメとアネホを結ぶ鉄道が開通した。
1907年、ロメとパリメを結ぶ鉄道が開通した。
1910年、建設された道路が1000kmを超えた。
1911年、ロメとアタクパメを結ぶ鉄道(後背地線)が開通した。
1913年までに、ロメの人口はドイツ人194人(内女性が33人)と先住民7042人に増加した。
トーゴラント全体ではドイツ人は316人で、その内女性が61人、子供が14人だった。
第一次世界大戦直前には、ロメは「西アフリカで最も美しい都市」になった。

### 第一次世界大戦と消滅
1914年8月6日、連合軍はドイツの植民地に降伏を勧告した。8月7日、フランス第三共和政とイギリス帝国の軍隊がトーゴラントを侵略した。ドイツ軍人は1人もおらず、警察の司令官・副司令官として10人だけ存在した。これに加え、先住民は司令官が1人と警察官が660人おり、彼らが全土に配置されていた。連合国軍はロメを占領し、アタクパメ東部のカミナ・ラジオ局に進軍した。
8月24日夜から25日にかけて、ラジオ局のドイツ人技師が施設を破壊した。
8月26日、植民地政府は降伏した。

### フランスとイギリスの分断統治、独立
1916年12月27日、トーゴラントはフランスとイギリスに分割された。
1922年7月20日、ヴェルサイユ条約が批准され、トーゴラントは国際連盟のB級委任統治領となり、フランス領トーゴランドとイギリス領トーゴランドに分割された。フランス領が全体の面積の約2/3を占めた。
1956年5月、イギリス領で国民投票が行われ、58%がガーナへの統合を望んだ。
1957年3月6日、ガーナがイギリスから独立した。12月13日、イギリス領はガーナに統合された。
1960年、フランス領はトーゴ共和国として独立した。

## 統治者
- 1884年：グスタフ・ナハティガル
- 1912年～1914年：アドルフ・フリードリヒ・ツー・メクレンブルク

## 参考資料
- Haupt, Werner (1984). Deutschlands Schutzgebiete in Übersee 1884–1918. [Germany’s Overseas Protectorates 1884–1918]. Friedberg: Podzun-Pallas Verlag. ISBN 3-7909-0204-7
- Laumann, Dennis (2003). “A Historiography of German Togoland, or the Rise and Fall of a "Model Colony"”. History in Africa 30:  195–211.
- Washausen, Helmut (1968). Hamburg und die Kolonialpolitik des Deutschen Reiches. [Hamburg and Colonial Politics of the German Empire]. Hamburg: Hans Christians Verlag